# 扶溪镇
扶溪镇，是中华人民共和国广东省韶关市仁化县下辖的一个乡镇级行政单位。

## 行政区划
扶溪镇下辖以下地区：
扶溪社区、左龙村、蛇离村、厚塘村、长坑村、古夏村、扶中村、紫岭村、水口村和斜周村。